# Le Voyage (film, 1994)
Pour les articles homonymes, voir Le Voyage.
Le Voyage (en persan: سفر ; Safar) est un film dramatique iranien écrit par Abbas Kiarostami et réalisé par Alireza Raisian, sorti en France en 1996.
Le film propose une exploration des effets psychologiques de la guerre sur une famille de la classe moyenne.

## Fiche technique
- Titre : Le Voyage
- Titre original : Safar
- Réalisation : Alireza Raisian
- Scénario : Abbas Kiarostami
- Durée : 84 minutes
- Genre : Film dramatique
- Format : couleur - Son : mono
- Date de sortie :  Iran : 1994

## Distribution
- Dariush Farhang
- Farokhlagha Hushmand
- Fatemah Motamed-Aria
- Amir Pievar
- Ahmad Rezai
- Timaz Saba